# Theaterpädagogisches Zentrum Brixen
Das Theaterpädagogische Zentrum Brixen (TPZ Brixen) in Südtirol ist aus dem 1990 von Ernst Campidell, Walter Goller, Edith Oberarzbacher, Elfriede Thöni, Judith Wieser, Astrid Katzelberger und Christa Campidell gegründeten Kinder- und Jugendtheaterverein Theater im Regenbogen entstanden. 1999 wurde der Verein in ein Theaterpädagogisches Zentrum umgewandelt, da sich die Tätigkeit nicht nur mehr auf den Freizeitbereich und auch nicht mehr nur auf die Zielgruppe Kinder und Jugendliche beschränkte. Mittlerweile machen im TPZ Brixen Menschen allen Alters Theater, beginnend mit der rhythmisch musikalischen Frühförderung ab 4 Monaten bis zu Seniorentheatergruppen.
Der Verein bietet Projekte und Beratungen zu Schulspiel und Schultheater an Südtiroler Schulen an, führt mit Institutionen Theaterprojekte durch und bietet zweijährige Lehrgänge im Bereich Theaterpädagogik an. Neben den Sprechtheatergruppen gibt es Angebote in den Bereichen Tanztheater und Film. Seit 2016 gibt es auch das Angebot Zauberland Musica, das rhythmisch-musikalische Frühförderung beinhaltet. Allen Angeboten zugrunde liegt der theaterpädagogische Ansatz, Menschen allen Alters im Spiel von Körper, Sprache und den Sinnen ganzheitlich zu fördern und zu natürlich echtem Theaterspiel führen. Im Mittelpunkt der theaterpädagogischen Arbeit steht der spielende Mensch, seine Gedanken und Sinne, seine Erfahrungen und Gefühle, seine Wünsche und Träume. Ziel ist der phantasievolle, kreative Umgang mit dem Körper, der Stimme und Sprache und den Mitmenschen und den Mitspielern (erarbeitet mit Felix Rellstab anlässlich der Fachtagung "Perspektiven für das Jugendtheater").
In Brixen finden auf Initiative des Theaterpädagogischen Zentrums Brixen alle zwei Jahre das Internationale Kindertheaterfestival Hollawind und SAPPERLOT (für Jugendliche) statt. Außerdem ist der Verein in der internationalen Austauscharbeit aktiv.

## Vorstand und Mitarbeiter

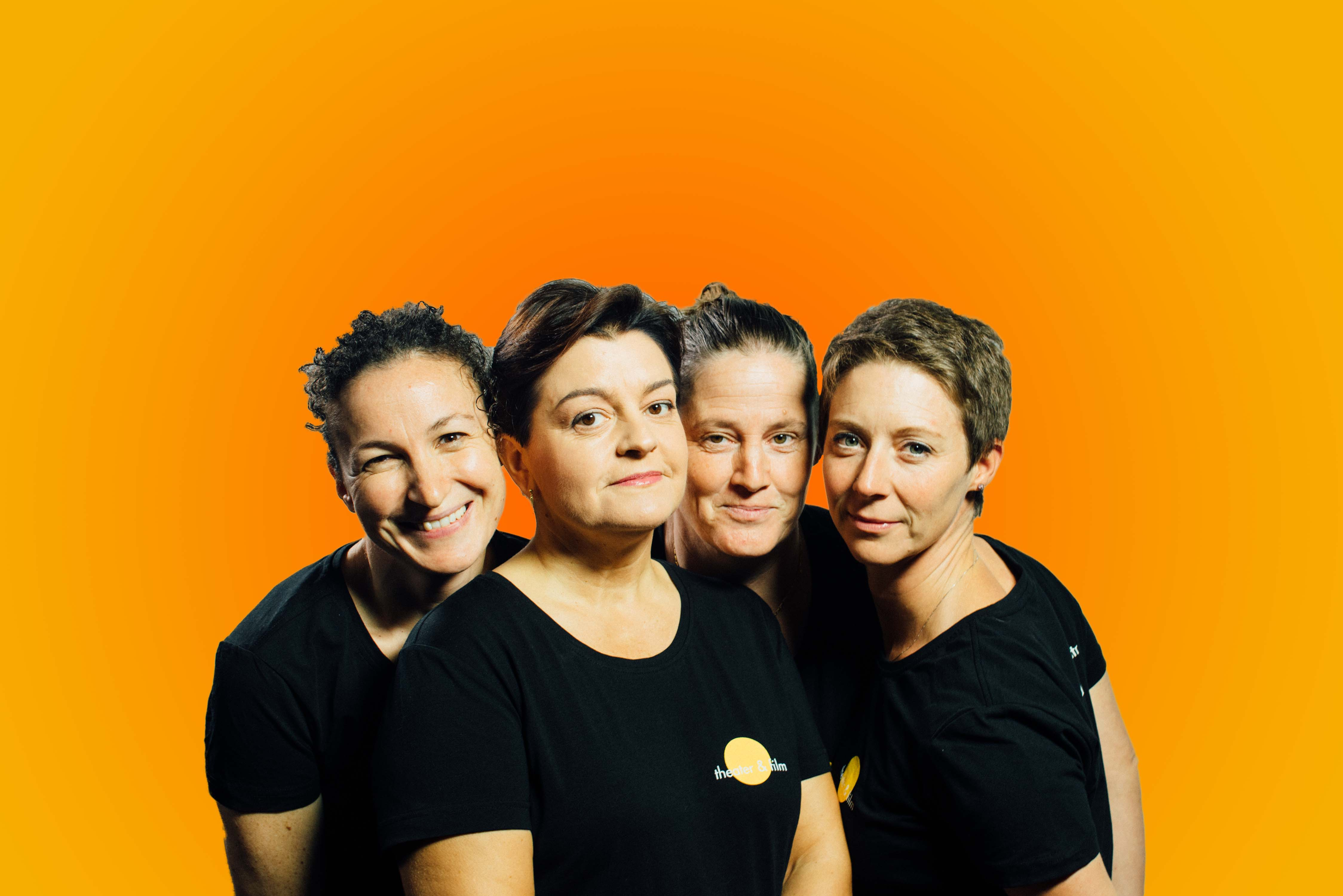
Vorstand des TPZ Brixen 2017: Elfi Troi, Annalisa Cimino (Obfrau), Heidi Troi, Lilli Unterkircher (v. links nach rechts)

Am 10. April 2018 wurde der Vorstand bestehend aus Annalisa Cimino (Obfrau), Heidi Campidell Troi und Elfi Troi wieder bestätigt.
Thomas Troi und Nathaly Ebner sind hauptamtliche Mitarbeiter des Vereins. Ehrenamtliche Theaterpädagogen: Heidi Campidell Troi, Lilli Unterkircher, Alessandra Luciani, Marion Kaneider und Benedikt Troi.

## Internationale Projekte
- 1996: 1. Theaterfestival im TPZ (Vorläufer des Internationalen Treffens für Jugendtheater sapperlot)
- April/Mai 1998: 1. Internationales Treffen für Jugendtheater sapperlot
- 1997 – 2000: FRIENDS Thematischer Kulturaustausch Südtirol – Südafrika zum Thema AIDS:

- 1997 Gastbesuch des Südafrikanischen Chors BAMBANANI auf Einladung der Organisation für Eine solidarische Welt (OEW) nach Südtirol. Gemeinsam mit dem Tanztheater-Ensemble des Theaterpädagogischen Zentrums Brixen wurde ein gemeinsames Tanztheater-Projekt erarbeitet.

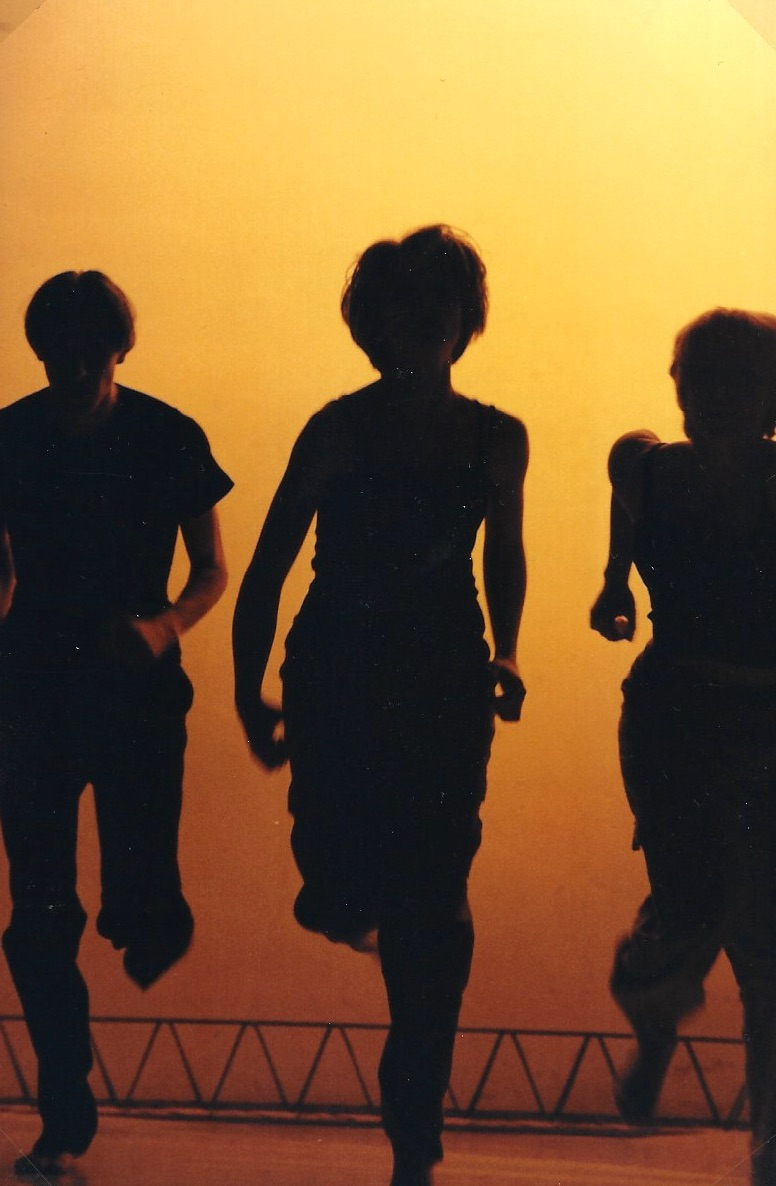
Szenenfoto aus "Zweigleisig in Südafrika"

- 1999 führte das Tanztheater-Ensembles des TPZ Brixen das Stück „Zweigleisig“ an mehreren Hoch- und Oberschulen Südafrikas auf.
- 2000 wurde der Film „Zweigleisig in Südafrika“ im Rahmen einer Südtirol-Tournee an mehreren Orten Südtirols und an der Universität Innsbruck aufgeführt und schließlich durch die RAI, Sender Bozen ausgestrahlt.

- April/Mai 2000: 2. Internationales Treffen für Jugendtheater sapperlot
- 2000: Fachtagung "Perspektiven für das Jugendtheater"
- 2000: Grenzüberschreitender Theateraustausch "Grenzen" mit den Dilet-Tanten (A) und dem Ensemble Hop Hop (CZ)
- 2001: Tore – Brána – Gates. Internationaler Jugendtheateraustausch mit Theatergruppen aus Italien, Österreich, Tschechien, Großbritannien
- April/Mai 2002: 3. Internationales Treffen für Jugendtheater sapperlot
- 2003: Festival der Generationen
- April/Mai 2004: 5. Internationales Treffen für Jugendtheater sapperlot
- 2004: Internationaler Jugendtheateraustausch "The Day" mit Central Youth Theatre (UK), Die Dilet-Tanten (A) und HOP HOP (CZ)
- Oktober 2005: 2. Internationales Kindertheaterfestival Hollawind
- September 2006: 3. Internationales Kindertheaterfestival Hollawind
- 2007: 1. Internationales Amateurtheaterfestival. Auf Einladung des Theater Studio Freitag kamen drei Gruppen aus Frankreich (Compagnie GOLMUS aus Montceau-les-Mines), Lettland (Amateurtheater Rezeckne) und aus Rumänien (Teatrul Ludic) nach Brixen und zeigten ihre aktuellen Produktionen.[5]
- April 2008: 4. Internationales Kindertheaterfestival Hollawind

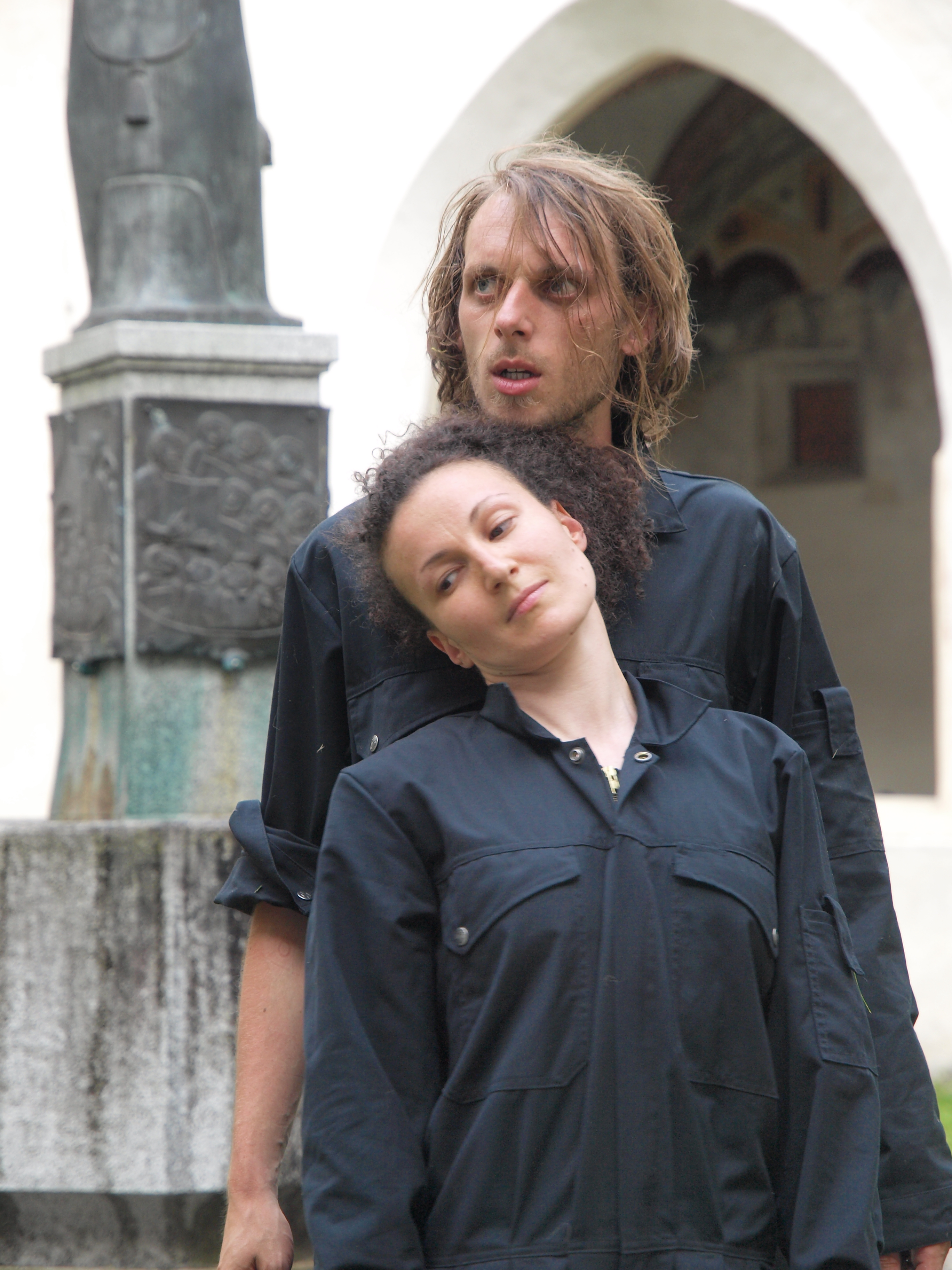
"Wer ohne Sünde ist ..." Elfi Troi und Markus Prieth vom TheaterStudio Freitag beim dialog.in

- Juli 2008: Internationales Amateurtheaterfestival dia-log.in in Neustift mit Theatergruppen unter anderem aus Litauen, Lettland, Belgien, Norwegen, Georgien und Spanien
- 2009: Gemeinsam ein Schuljahr bauen. Austausch zwischen einer Südtiroler und einer nepalesischen Schule
- Mai/Juni 2009: 6. Internationales Treffen für Jugendtheater sapperlot
- Dezember 2009: Teilnahme am 10. International Childrens Festival of Performing Arts in New Delhi mit Teilnehmern aus Deutschland, Indonesien, Iran, Israel, Lettland, Pakistan, Italien, Rumänien, Russland, Singapur, Südkorea, Sri Lanka, Schweiz, Thailand, Türkei, Sambia, Nigeria, Bangladesh, Nepal, Simbabwe und Finnland.[6]
- Mai 2010: 4. Internationales Kindertheaterfestival Hollawind
- November 2010: Teilnahme am 4. Deutschen Kinder-Theater-Fest in Berlin[7]
- Juni 2011: 7. Internationales Treffen für Jugendtheater sapperlot
- April 2013: 5. Internationales Kindertheaterfestival Hollawind
- 2013: Das 8. Internationale Treffen für Jugendtheater sapperlot wurde aus gründen finanzieller Unsicherheit abgesagt
- Mai 2015: 6. Internationales Kindertheaterfestival Hollawind
- April/Mai 2016: 9. Internationales Treffen für Jugendtheater sapperlot
- 2017: 7. Internationales Kindertheaterfestival Hollawind - mit Central Youth Theatre (UK) und HOP HOP (CZ)
- 2018: Theateraustausch "Shine the light on" mit Central Youth Theatre (UK) und HOP HOP (CZ)

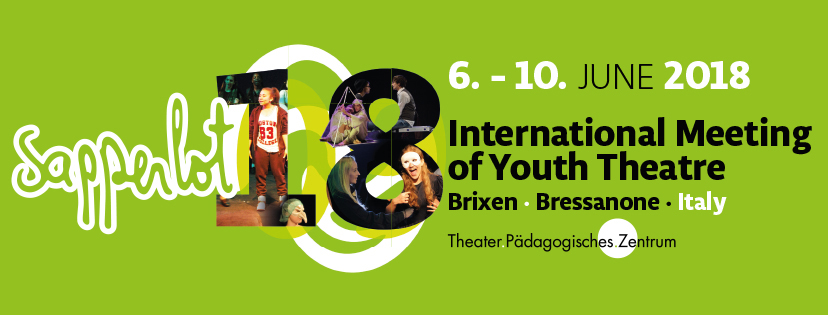
Plakat des Internationalen Treffens für Jugendtheater sapperlot

- Juni 2018: 10. Internationales Treffen für Jugendtheater sapperlot

## Auszeichnungen
- 2013: Siegerprojekt bei der Kulturinitiative der Südtiroler Landesregierung Cultura Socialis mit dem Projekt "Xenia & Phoebe"[8]
- 2006: European YOUKI Award für den Film "Fahrkarte"[9]
- 2005: 1. Preis im Rahmen des Medienwettbewerbs des Amts für Audiovisuelle Medien der Südtiroler Landesregierung und einer von fünf Würdigungspreisen im Rahmen des Internationalen Schüler Medien Festivals YOUKI in Wels (ausgewählt aus 250 Bewerbungen) für den Film "Traumwelt Schule"
- 1998: 1. Preis des Internationalen Treffens für Jugendtheater sapperlot für die Märchencollage "Tabu – Wir kennen keine Grenzen"

## Publikationen
- Materialienmappe zum Kindertheater "Max" - Heidi Troi - Eigenverlag (1998)
- Materialienmappe zum Kindertheater "Rotkäppchen lernt NEIN sagen" - Heidi Troi, Eigenverlag (2000)
- Qualitätskriterien im Kinder- und Jugendtheater. Selbstverlag, Auflage: 1., Aufl. (1999), Sprache: Deutsch
- Mitarbeit an der Broschüre "5 Minuten - Spiele für den Unterricht" des Pädagogischen Instituts, Folio Verlag 2001
- Bühne frei, Licht an. Heidi Troi, Taschenbuch: 204 Seiten, Verlag: Athesia; Auflage: 1., Aufl. (2002), Sprache: Deutsch, ISBN 88-8266-191-1, ISBN 978-88-8266-191-5
- "Die Schildbürger - Ein Spieltext für Kindertheatergruppen" - Heidi Troi, Verlag tredition (2018), Sprache: Deutsch, ISBN 978-3-7469-3238-5
- "Jagos Spiel - Ein Spieltext für Jugendtheatergruppen" - Thomas Troi, Verlag tredition (2018), Sprache: Deutsch, ISBN 978-3-7469-3667-3
- "Romeo und Julia homöopathisch - Ein Spieltext für Jugendtheatergruppen" - Thomas Troi, Verlag tredition (2018), Sprache: Deutsch, ISBN 978-3-7469-6904-6